# Eartha Kitt
Eartha Mae Kitt, född 17 januari 1927 i North i Orangeburg County i South Carolina, död 25 december 2008 i Weston i Connecticut (i cancer), var en amerikansk sångerska och skådespelerska.
Efter en fattig uppväxt i den amerikanska södern kom Eartha Kitt till New York, där hon studerade sång och dans. Hon blev känd som sångerska under 1950-talet, även i Europa. Från 1958 var hon även verksam som filmskådespelerska. Hon har bland annat spelat Catwoman i TV-serien Läderlappen på 1960-talet.

## Biografi

### Tidigt liv
Kitt föddes som Eartha Mae Keith på en bomullsplantage i staden North i South Carolina, en liten stad i Orangeburg County nära Columbia. Hennes mor var cherokes och afroamerikan och hennes pappa var tysk och nederländsk. Hon påstår att hon kom till genom våldtäkt.
Kitt uppfostrades av sin moster, Anna Mae Riley, en afroamerikansk kvinna som hon trodde var hennes mor. Kitt påstår att hon misshandlades och försummades av den familj som Anna Mae Riley hade överlämnat henne till - "bortskänkt till slaveri", som hon ofta beskrev det i intervjuer. När Kitt blev bortlämnad undrade hon vem som skulle ta henne till sig och var rädd för att bli utkastad. Efter Rileys död skickades hon för att bo i New York med Mamie Kitt som var hennes biologiska mamma. Hon visste inget om sin far, utom att hans efternamn var Kitt och att han var son till ägaren på plantagen där hon föddes. Tidningsnekrologer stadfäster att hennes far var "a poor cotton farmer."

### Karriär
Eartha Kitt började sin karriär som medlem i Katherine Dunham Company och gjorde filmdebut i Casbah (1948). Hon var en talangfull sångerska med bland annat hitsen "Let's Do It", "Champagne Taste", "C'est si bon", "Just an Old Fashioned Girl", "Monotonous", "Je cherche un homme", "Love for Sale", "I'd Rather be Burned as a Witch", "Uska Dara", "Mink, Schmink", "Under the Bridges of Paris" och sin mest välkända "Santa Baby" som släpptes 1953. Kitts unika stil förstärktes i och med att hon lärde sig franska flytande under sina år i Europa. Hon hade vissa kunskaper i andra språk också, som hon visade upp på många av inspelningar från sina kabaréföreställningar.

#### Filmdebut
1950–1951 gav Orson Welles henne hennes första riktiga teaterroll som Helena i Dr Faustus. Ett par år senare var hon med i revyn New Faces of 1952 där låtarna "Monotonous" och "Bal, Petit Bal" var med, två låtar som hon fortfarande identifieras med. 1954 filmade 20th Century Fox en version av revyn som helt enkelt kallades New Faces. Det påstås ofta att Welles och Kitt hade ett förhållande under hennes tid i Shinbone Alley, något Kitt förnekade i en intervju med Vanity Fair i juni 2001: "Jag hade aldrig sex med Orson Welles, det var ett arbetsförhållande inget annat." 1958 gjorde Kitt långfilmsdebut i The Mark of the Hawk mot bland annat Sidney Poitier. Under resten av 1950-talet och början av 1960-talet arbetade Kitt från och till med film, TV (bland annat i svenska tv-programmet "Kaskad") och på nattklubbsscener. 1964 hjälpte Kitt till att öppna Circle Star Theater i San Carlos i Kalifornien. Under 1960-talet var hon med i Läderlappen som Catwoman efter att Julie Newmar hade lämnat rollen.
År 1968, under presidenten Lyndon B. Johnsons tid, stötte Kitt på motstånd efter att hon hade gjort antikrigsuttalanden under en lunch i Vita Huset. Under en lunch i Vita Huset fick hon en fråga från presidentens fru Lady Bird Johnson om sin syn på Vietnamkriget. Kitt svarade: "Ni skickar de bästa från vårt land att bli skjutna och lemlästade. Inte konstigt att de unga gör uppror och röker marijuana." Detta sägs ha lett till att presidenthustrun började gråta och Kitts karriär fick en törn. Kitt mötte starka reaktioner på sitt uttalande, både för och emot. Hon blev utfryst i USA och ägnade sin tid till uppträdanden utomlands.

#### Broadway
Under denna tid ökade antalet kulturella referenser till henne, även utanför USA. Bland annat den välkända Monty Python-sketchen "The Cycling Tour", där en minnesförlorare först tror han är Clodagh Rodgers, sen Trotskij och sist Eartha Kitt (som uppträder för en entusiastisk publik i Moskva). Hon återvände till New York i den hyllade Broadway-musikalen Timbuktu! (en version av gamla musikalen Kismet, som utspelar sig i Afrika) år 1978.
1984 återvände hon till topplistorna med discolåtarna, "I Love Men" och "Where Is My Man", den första skivan som sålde guld i hennes karriär. "Where Is My Man" nådde plats 36 på Storbritanniens singellista. Den nådde även plats 7 på Billboards "Hot Dance Club Play"-lista. Singeln följdes upp med album I Love Men på skivbolaget Record Shack. Kitt hittade en ny publik på nattklubbar i Storbritannien och USA, bland annat hos homosexuella män, varefter hon gjorde många välgörenhetsuppträdanden för HIV/AIDS-organisationer. Uppföljaren "Cha-Cha Heels" (med Bronski Beat) år 1989, som egentligen skulle spelats in av framlidna Divine, fick bra respons på Storbritanniens nattklubbar och nådde plats 32 på listorna i landet.

#### Senare år

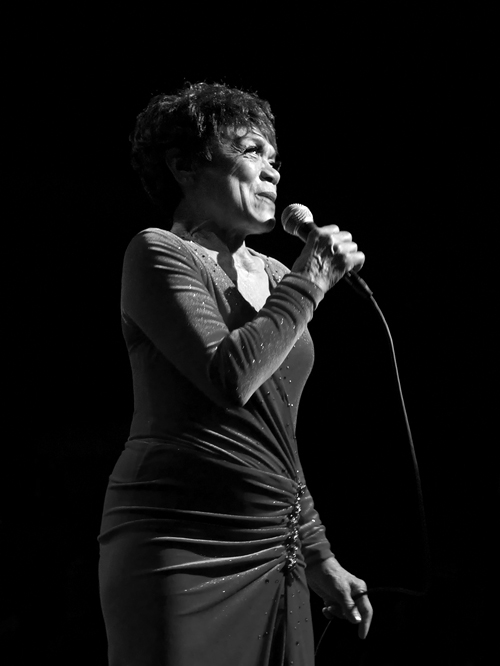
Eartha Kitt under en konsert 2007.

1992 hade Kitt en biroll som Lady Eloise i den framgångsrika filmen Boomerang (1992) med Eddie Murphy. Under senare 90-talet spelade hon häxan i en turnerande uppsättning av Trollkarlen från Oz. 2000 återvände Kitt till Broadway i den kortlivade The Wild Party av Michael John LaChiusa med skådespelarna Mandy Patinkin och Toni Collette. Sent år 2000 spelade hon gudmodern i en turnerande uppsättning av Askungen tillsammans med Debbie Gibson och Jamie-Lynn Sigler. 2003 ersatte hon Chita Rivera i musikalen Nine. Under julhelgen 2004 spelade hon gudmodern i en specialuppsättning av Askungen på Lincoln Center.
En av hennes mer annorlunda roller var som pytonormen Kaa i en adaptering av Djungelboken för BBC Radio 1994. Kitt lånade sin speciella röst till karaktären Yzma i Disneys film Kejsarens nya stil, en roll som gav henne hennes första Annie Award. Hon återvände i rollen i direkt till video-uppföljaren Kronks nya stil och TV-serien Kejsarens nya skola, som hon vann två Emmy Awards och även två Annie Awards till (båda 2007-2008).
Från oktober till tidigt i december 2006 hade Kitt en biroll i musikalen Mimi le Duck. Hon var även med i independentfilmen And Then Came Love med Vanessa L. Williams.

### Privatliv
Efter romanser med kosmetikmagnaten Charles Revson och bankarvtagaren John Barry Ryan III, var hon gift med John William McDonald, en delägare i ett företag som investerade i fastigheter, från 6 juni 1960 till 1965. De fick ett barn, en dotter, Kitt (född 1962, gifte sig med Charles Lawrence Shapiro).
Eartha Kitt fick två barnbarn, Jason och Rachel Shapiro. Kitt bodde lång tid i Connecticut i en ombyggd lada i New Milford där hon var aktiv i lokal välgörenhet i Litchfield County. Hon flyttade till Pound Ridge i New York, men 2002 flyttade hon tillbaka till Connecticut och staden Weston i Fairfield County för att vara nära sin dotters familj.
Kitt var en förespråkare för homosexuellas rättigheter och stödde samkönat äktenskap. Hon har sagt: "Jag stödjer det (samkönat äktenskap) för att vi vill ha samma sak. Om jag har en partner och något händer mig, då vill jag att min partner ska få det vi har skapat tillsammans. Det är en medborgerlig rättighet, eller hur?"
Kitt skrev självbiografierna - Thursday's Child (1956), Alone with Me (1976) och I'm Still Here: Confessions of a Sex Kitten (1989).

## Död
Kitt dog av tjocktarmscancer 25 december 2008 i sitt hem i Weston i Connecticut vid 81 års ålder.

## Priser och nomineringar

### Priser
- 1960 Hollywood Walk of Fame—6656 Hollywood Boulevard.[16]
- 2001 Annie Award for Best Voice Acting by a Female Performer in a Featured Film—Kejsarens nya stil
- 2007 Annie Award for Best Voice Acting in an Animated Television Production—Kejsarens nya skola
- 2007 Daytime Emmy Award for Outstanding Performer in an Animated Program—Kejsarens nya skola
- 2008 Annie Award for Best Voice Acting in an Animated Television Production—Kejsarens nya skola
- 2008 Daytime Emmy Award for Outstanding Performer in an Animated Program—Kejsarens nya skola

### Nomineringar
- 1966 Emmy Award for Outstanding Single Performance by an Actress in a Leading Role in a Drama—I Spy
- 1978 Tony Award for Best Actress in a Musical—Timbuktu!
- 1996 Image Award for Outstanding Supporting Actress in a Comedy Series—Living Single
- 2000 Tony Award for Best Featured Actress in a Musical—The Wild Party
- 2000 Drama Desk Award for Outstanding Featured Actress in a Musical—The Wild Party

## Filmografi (urval)
- 1968–1969 – Läderlappen (gästroll i TV-serie)
- 1989 – Erik Viking
- 1992 – Boomerang
- 1998 – Djungelboken: Mowglis äventyr (röst)
- 2000 – Kejsarens nya stil (röst)
- 2003 – Ett hål om dagen

### Diskografi
- "I Want to Be Evil" (1953)
- "C'est Si Bon" (1954)
- "Santa Baby" (1954)
- "Under the Bridges of Paris" (1955) (UK plats 7)
- "Just an Old Fashioned Girl" (1958)
- "Che Vale Per Me" (1968)
- "Where Is My Man" (1983) (Sverige plats 5; USA Danslista plats 7; Nederländerna plats 20; UK plats 36)
- "I Love Men" (1984) (UK plats 50)
- "I Don't Care" (1986)
- "This Is My Life" (1986) (UK plats 73)
- "Arabian Song" (1987)
- "Cha Cha Heels" (med Bronski Beat) (1989) (UK plats 32)
- "If I Love Ya Then I Need Ya" (1994) (UK plats 43)
- "Santa Baby" (2007) (UK plats 84)